# Fluxys
Fluxys is een Belgische private, beursgenoteerde onderneming, die als een afzonderlijke firma ontstond nadat de gastransportactiveiten van de firma Distrigas werden afgesplitst. Dit gebeurde conform de Europese richtlijnen omtrent de liberalisering van de energiemarkt.
De tegenhanger inzake elektriciteitstransport is Elia.

## Kernactiviteiten
Distrigas werd in 1929 opgericht door Imperial Continental Gas Association. Vanaf 2001 beperkt Distrigas zich tot de aardgashandel en gingen de gastransport activiteiten verder onder de naam Fluxys.
De kernactiviteiten van Fluxys betreffen:
- het transport van grote volumes aardgas naar grote industriële afnemers, elektriciteitscentrales die op gas werken, en naar de distributienetten;
- De opslag, overslag en hervergassing van vloeibaar aardgas (LNG) en
- tijdelijke ondergrondse opslag van aardgas om tijdens hoge vraag in de vraag naar gas te kunnen voorzien.

Fluxys en haar deelnemingen exploiteren in Europa een netwerk van in totaal 12.000 kilometer aardgasleidingen en terminals voor vloeibaar
aardgas met een gezamenlijke jaarlijkse hervergassingscapaciteit van 29 miljard m³.
Fluxys heeft 90% van de aandelen Fluxys Belgium in handen en de overige 10% staan op de effectenbeurs Euronext genoteerd. Verder heeft het 100% van de aandelen in handen van Fluxys Europe en Fluxys International. Van de totale omzet in 2020 werd de helft in België gerealiseerd en de rest daarbuiten in Europa.

### België
Daartoe beschikt de onderneming in België over een netwerk van 7600 km ondergrondse pijpleidingen, transport verbindingen van en naar Frankrijk, Nederland en Duitsland en in Griekenland. Verder heeft het belangen in drie methaanterminals, in de haven van Zeebrugge, Duinkerke en Revithoussa (Griekenland). Het heeft opslagcapaciteiten in Zeebrugge/Dudzele en in Loenhout (Wuustwezel). Jaarlijks transporteert Fluxys circa 17,5 miljard m³ aardgas voor verbruik in België.
Door de mindere productie uit het Nederlandse Groningenveld moet ook België omschakelen van laagcalorisch gas naar hoogcalorisch gas.
Bij de methaanterminal van Fluxys in Zeebrugge worden lng-schepen gelost en het vloeibare aardgas opgeslagen in grote tanks alvorens het wordt hervergast en naar de eindklanten wordt getransporteerd. De terminal is sinds 1987 in gebruik. De overslagcapaciteit van de terminal bedraagt 9 miljard m3 aardgas per jaar. In 2018 werden bij de terminal 76 schepen gelost en in 2020 was dit ruimschoots verdubbeld naar 176 eenheden.
In april 2014 tekenden Yamal LNG en Fluxys LNG een contract van 20 jaar voor de overslag van maximaal 8 miljoen ton lng per jaar in de haven van Zeebrugge. Yamal LNG zal tijdens de arctische zomer het vloeibare aardgas via de Noordelijk Zeeroute naar de markten in Azië en de Stille Oceaan brengen met ijsbreker/lng-schepen van het type ARC7. In de winter daarentegen zullen deze schepen naar Zeebrugge varen, waar Fluxys het gas zal overslaan naar conventionele lng-schepen. Die zullen dan de reis verder zetten en via het Suezkanaal het lng leveren op de markten in Azië en de Stille Oceaan. Om de overslagdiensten aan te bieden, moeten een vijfde opslagtank en bijkomende procesinstallaties worden gebouwd.
Fluxys bezit eveneens een meerderheidsparticipatie van 90% in Huberator, de kortetermijnmarkt (spotmarkt) voor aardgas in Zeebrugge. Het was de eerste in zijn soort op het Europese vasteland, en telde 76 aangesloten leden per ultimo 2009.

### Europa
Verder heeft Fluxys nog belangen in twee gaspijpleidingen naar het Verenigd Koninkrijk, namelijk: een belang van 10% in Interconnector UK, gelegen tussen Zeebrugge en Bacton, en een 20% belang in de BBL company. Dit laatste bedrijf heeft een pijpleiding liggen van Balgzand bij Den Helder in Nederland ook naar Bacton.
Vanaf 2012 werken Fluxys en het Italiaanse Snam samen. De twee willen nieuwe kansen benutten in de gasmarkt, waaronder de vervoers-, opslag- en lng-activiteiten. Ze willen ook een bijdrage leveren aan een betere integratie van hun infrastructuur hetgeen een betere koppeling impliceert van de Noord- en de Zuid-Europese aardgasnetwerken.
Medio 2013 nam Fluxys een aandelenbelang van 16% in de Trans Adriatic Pipeline (TAP), dat aardgas vanuit Azerbeidzjan naar Europa zal vervoeren via Turkije, Griekenland en Italië. In september 2014 breidde Fluxys het belang met 3% uit tot 19%. De werkzaamheden begonnen in 2016 en eind 2020 ging het eerste gas door de pijplijn. De startcapaciteit is zo'n 10 miljard m³ per jaar en kan, wanneer de marktomstandigheden daartoe aanleiding geven, worden verhoogd tot 20 miljard m³.
In december 2018 kocht Fluxys, in samenwerking met Snam en Enegás, een 66% aandelenbelang in het Griekse DESFA voor 535 miljoen euro. DESFA is de beheerder van de hoofdleidingnetwerk voor gas in Griekenland. Dit netwerk heeft een lengte van 1500 km en verder heeft DESFA de enige Griekse lng-vergassingsinstallatie in handen, deze ligt op het eiland Revithoussa ten westen van Athene. In het consortium heeft Fluxys een belang van 20% net als Enagás en Snam heeft 60% in handen.
Fluxys heeft een belang van 16,5% in het European Gas Pipeline Link (EUGAL) project in Duitsland. Door de twee pijpleidingen wordt gas van Noord-Duitsland naar de grens met Tsjechië vervoerd. Met de aanleg van de eerste pijpleiding is in augustus 2018 begonnen en met de tweede medio 2019. Eind 2019 kwam de eerste pijplijn in bedrijf en de tweede in april 2021.
In 2021 is Fluxys partner geworden in het project Hanseatic Energy Hub (HEH) bij Hamburg. Hier wordt een LNG-terminal gebouwd en de finale investeringsbeslissing wordt verwacht in 2023. Met deze terminal in Stade wordt Duitsland minder afhankelijk van de levering van aardgas via pijplijnen. De terminal gaat restwarmte van de industrie in de directe omgeving gebruiken in het hervergassingsproces.

### Brazilië
Op 5 januari 2021 kondigde Fluxys een Investering aan in de Braziliaanse uitbater van gaspijpleidingen TBG. Fluxys stelt met de investering de dividenden aan gemeenten – zijn aandeelhouders – te kunnen optrekken, maar critici wezen op de onverenigbaarheid van de beslissing met de klimaatdoelstellingen van diezelfde gemeenten. Transportadora Brasileira Gasoduto Bolívia-Brasil (TBG) is eigenaar en beheerder van het leidingensysteem met een lengte van 2600 km dat in Zuid-Brazilië aardgas vervoert. TBG behoort tot de top drie gasleidingenbeheerders in het land.

## Regulering van Fluxys
Bij de wet geregeld, is Fluxys Belgium een monopolist; zij beheert als enige het Belgische gasnet. Voor de vaststelling van de tarieven, heeft de overheid de CREG, de Commissie voor de Regulering van de Elektriciteit en het Gas, als toezichthouder aangewezen.

## Groot ongeval in 2004
Op 30 juli 2004 kwam het bedrijf in het nieuws door een zware gasexplosie met 24 doden tot gevolg in het plaatsje Gellingen, gemeente Aat. Tijdens bouwwerkzaamheden was een ondergrondse pijpleiding van Fluxys beschadigd geraakt. Op 28 juli 2005 schonk Fluxys een miljoen euro aan de vzw "Solidarité Ghislenghien" (Solidariteit Gellingen).

## Aandeelhouders
Bij de oprichting in 2001 zag het aandeelhouderschap er als volgt uit: Tractebel (38,46%), Fluxhold (16,75%), de Britse multinational Shell (16,67%), Publigas (16,62%) en het publiek (11,57%). De holding Fluxhold zelf was voor 50%+1 in handen van Tractebel en voor 50%-1 in handen van Publigas. Publigas is een gemeentelijke holding in handen van Brusselse, Vlaamse en Waalse intercommunales.
In 2004 kocht de Frans-Belgische holding Suez het belang van 15,67% van Shell over. Via dochteronderneming Tractebel controleerde Suez reeds een groot deel van Fluxys. Het had nu een economisch belang van 63,48%.
In 2005 werd Fluxhold opgedoekt. Op dat moment controleerde Suez rechtstreeks 57,25% van Fluxys en Publigas 31,25%.
Met een deel van de opbrengst van de verkoop van Distrigas kocht Publigas bijkomende aandelen van Fluxys bij GDF Suez. Hierdoor steeg het belang van Publigas tot 51,25%. In maart 2010 verkocht GDF Suez zijn resterende aandelen aan Publigas. Daardoor werd de openbare holding voor 90% eigenaar van Fluxys.
In 2011 verkocht Publigas een belang van 10% in Fluxys aan het Canadese pensioenfonds Caisse de dépôt et placement du Québec (CDPQ). Later liep het belang van CDPQ in Fluxys tot 19,85% op.
In 2012 stapte de Federale Participatie- en Investeringsmaatschappij (FPIM) in Fluxys. Ze kreeg een belang van 2% waardoor het belang van Publigas tot ongeveer 78% daalde.
In 2022 verkocht CDPQ haar belang van 19,85% aan het Zwitserse infrastructuurfonds EIP, dat een deel van de aandelen onmiddellijk doorverkocht aan verzekeraas AG Insurance (1,98%) en Ethias (1,32%). Het belang van FPIM steeg tot 3,44% en EIP behield zelf 15,24%. Publigas controleerde op dat moment 77,41% en het personeel en management van Fluxys 0,61%.

## Bestuur
| Periode      | Voorzitter         |
| ------------ | ------------------ |
| 2001 - 2003  | Jean-Pierre Hansen |
| 2003 - 2006  | Jacques Laurent    |
| 2006 - 2009  | Jean-Pierre Hansen |
| 2009 - 2023  | Daniël Termont     |
| 2023 - heden | Andries Gryffroy   |

| Periode      | CEO                |
| ------------ | ------------------ |
| 2001 - 2004  | Walter Peeraer     |
| 2004 - 2007  | Vincent Wittebolle |
| 2007 - 2009  | Sophie Dutordoir   |
| 2009 - 2015  | Walter Peeraer     |
| 2016 - heden | Pascal De Buck     |